# Musée National de l’Automobile de Mulhouse
Musée National de l’Automobile de Mulhouse är ett franskt bilmuseum beläget i staden Mulhouse i Alsace.

## Bakgrund
Bröderna Hans och Fritz Schlumpf startade sitt första spinneri i Mulhouse 1935. Företaget växte med allt fler spinnerier och affärerna gick så bra att Fritz kunde ägna sig åt sitt stora samlarintresse: gamla bilar. Han samlade på det mesta, men framför allt Bugatti. När Bugattifabriken i närbelägna Molsheim slutligen bommade igen i början av sextiotalet var Fritz snart på plats och köpte allt han kunde komma över: mer eller mindre kompletta bilar, motorer, chassin, reservdelar och så vidare.
Från 1964 inhystes samlingen i en lokal på fabriksområdet i Mulhouse. Endast ett fåtal betrodda medarbetare visste vad som doldes därinne, trots att en hel stab av mekaniker arbetade med att renovera och vårda bilarna. I mitten av sjuttiotalet hade Fritz samlat på sig runt 400 bilar, varav över 100 Bugatti. 
Men textilindustrin var på nedgång och bröderna Schlumpf började avveckla sina spinnerier. I slutet av 1976 var turen kommen till fabriken i Mulhouse. De anställda gick ut i strejk och ockuperade sin arbetsplats. Ganska snart hittades Fritz samling och de anställda rasade när de insåg vart pengarna från deras arbete tagit vägen. Myndigheterna kopplades in och bröderna Schlumpf flydde till Schweiz för att undgå åtal för ekonomisk brottslighet.
Arbetarna fortsatte ockupationen under ett par år. Istället för lön fick de sina inkomster genom att ta inträde till Fritz samling, som nu blivit en stor attraktion bland bilentusiaster världen över.

## Nationellt museum
I slutet av sjuttiotalet talades det om att sälja samlingen för att täcka bröderna Schlumpfs skulder. Då gick franska staten in och förklarade samlingen som historiskt minnesmärke. Fabriksområdet omvandlades till ett nationellt bilmuseum och öppnade 1982 under namnet Musée National de l’Automobile de Mulhouse.
Museet genomgick en omfattande renovering vid sekelskiftet 2000.

## Bilar
| - 1 A.B.C. - 8 Alfa Romeo - 4 Amilcar - 2 Arzens - 1 Aster - 1 Aston Martin - 1 Audi - 1 Austro-Daimler - 3 Ballot - 1 Bardon - 1 Barraco - 2 Barre - 1 Baudier - 4 Bentley - 8 Benz - 1 B.N.C - 1 Bollée - 1 Brasier - 123 Bugatti - 1 Charron LTD | - 1 Chrysler - 1 Cisitalia - 10 Citroën - 1 Clément de Dion - 2 Clément-Bayard - 1 Clément-Panhard - 1 Corre-La Licorne - 6 Daimler - 4 Darracq - 1 Decauville - 1 De Dietrich - 29 De Dion-Bouton - 3 Delage - 4 Delahaye - 2 Delaunay-Belleville - 1 Dufaux - 1 Ensais - 1 Esculape - 2 Farman - 13 Ferrari | - 4 Fiat - 3 Ford - 1 Fouillaron - 3 Georges Richard - 1 Gladiator - 11 Gordini - 1 Grégoire - 7 Hispano Suiza - 3 Horch - 2 Horlacher - 1 Hotchkiss - 2 Hotchkiss-Gregoire - 1 Jaquot (ångbil) - 3 Le Zèbre - 1 Lorraine-Dietrich - 4 Lotus - 1 M.A.F. - 1 McLaren-Peugeot - 8 Maserati - 2 Mathis | - 1 Maurer-Union - 7 Maybach - 1 Menier - 9 Mercedes - 22 Mercedes-Benz - 2 Minerva - 2 Monet-Goyon - 2 Mors - 1 Moto-Peugeot - 2 Neracar - 1 O.M. - 19 Panhard & Levassor - 1 Pegaso - 29 Peugeot - 1 Philos - 1 Piccard-Picet - 3 Piccolo - 2 Pilain - 6 Porsche - 1 Ravel | - 18 Renault - 1 Rheda - 1 Richard-Brasier - 1 Rippert - 1 Rochet-Schneider - 14 Rolls Royce - 1 Sage - 1 Salmson - 1 Scott - 1 Sénéchal - 5 Serpollet - 3 Simca-Gordini - 1 Sizaire-Naudin - 1 Soncin - 1 Standard-Swallow - 1 Steyr - 2 Talbot - 1 Tatra - 1 Toyota - 1 Trabant | - 1 Tracta - 1 Turicum - 1 Vaillante - 7 Vélo - 1 Vélo-Goldschmitt - 1 Vélo-Peugeot - 1 Vermotel - 1 Violet-Bogey - 3 Voisin - 1 Volkswagen - 2 Zedel. |

## Galleri

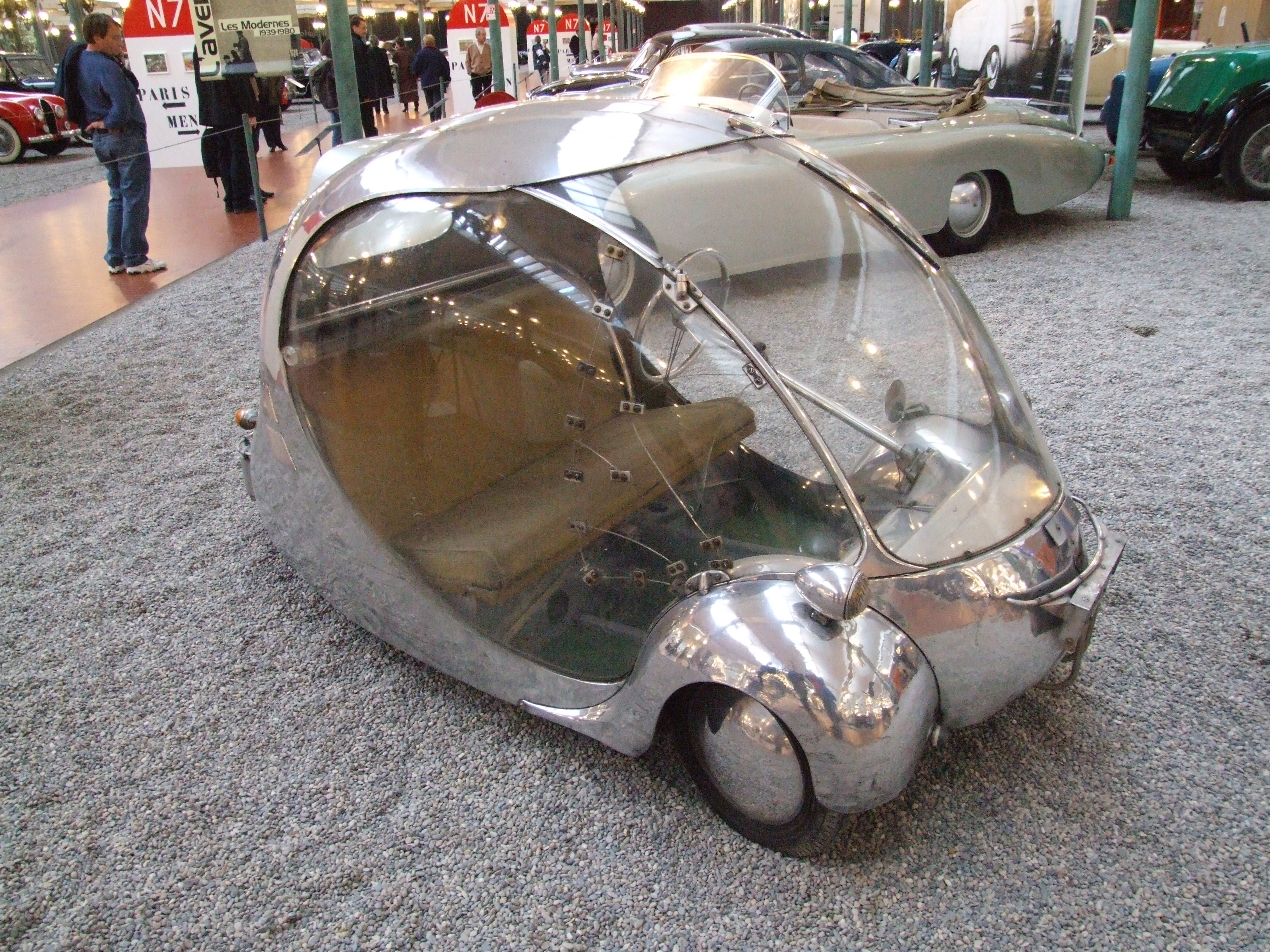
Arzens l'Oeuf, 1942
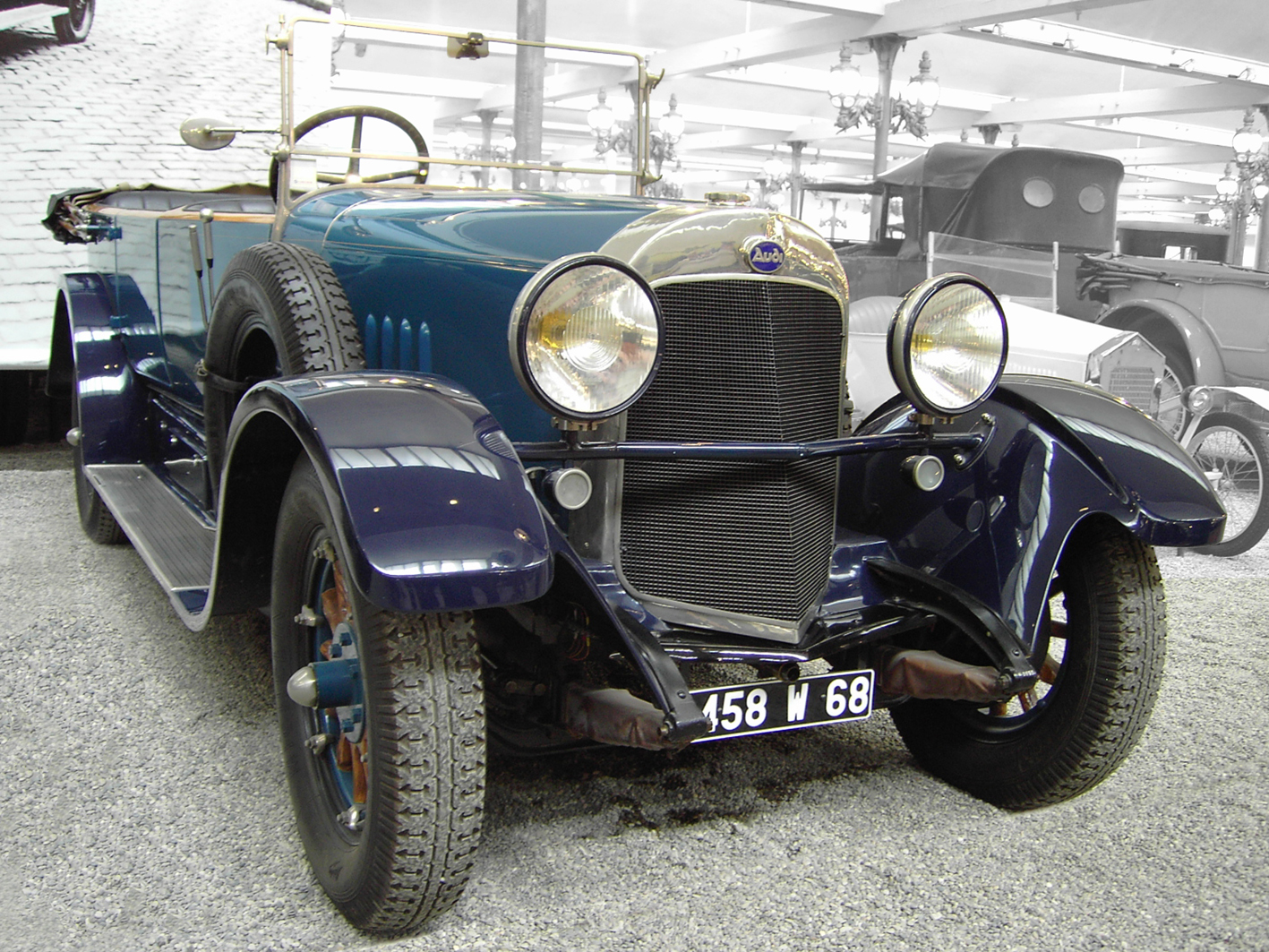
Audi Typ E 21/78 PS, 1923
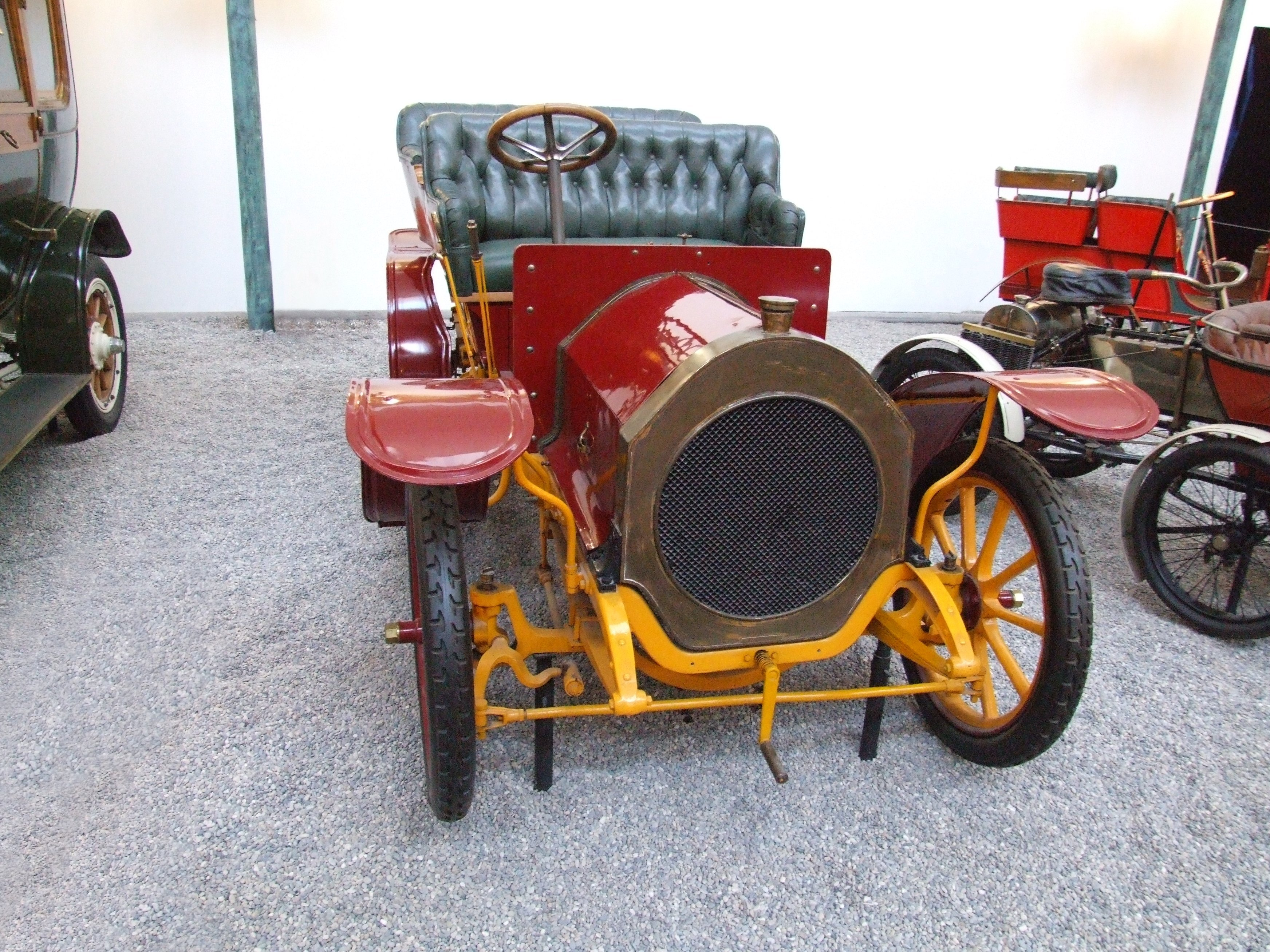
Gladiator Double Phaeton, 1907
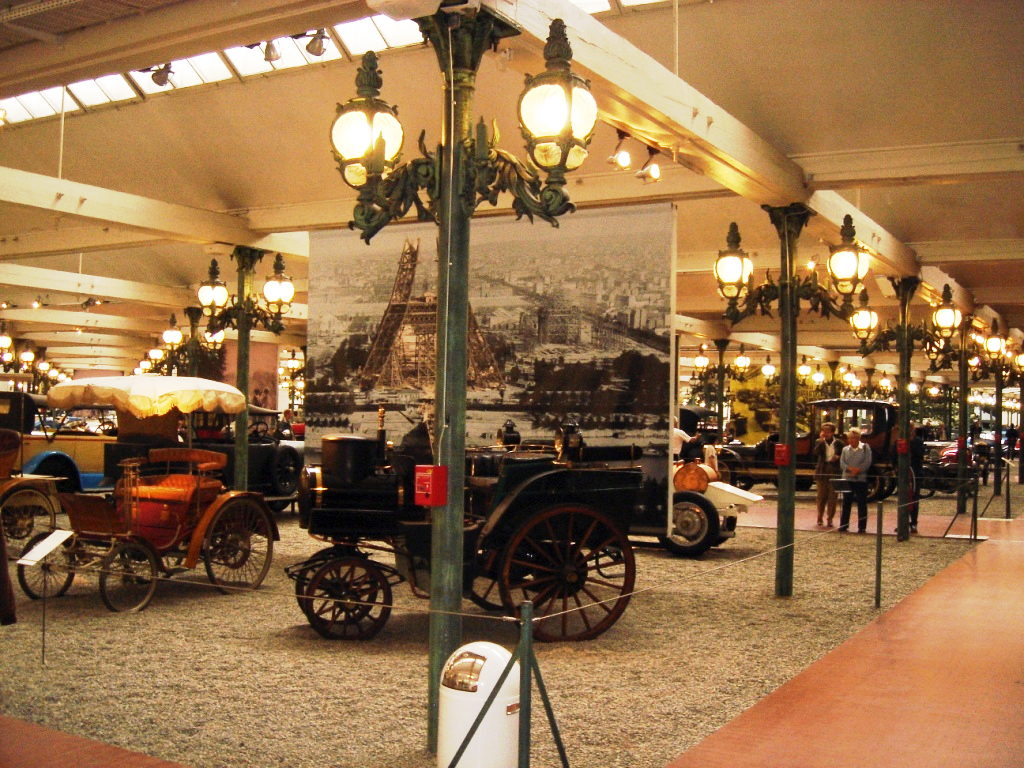
Jaquot (ångbil), 1878
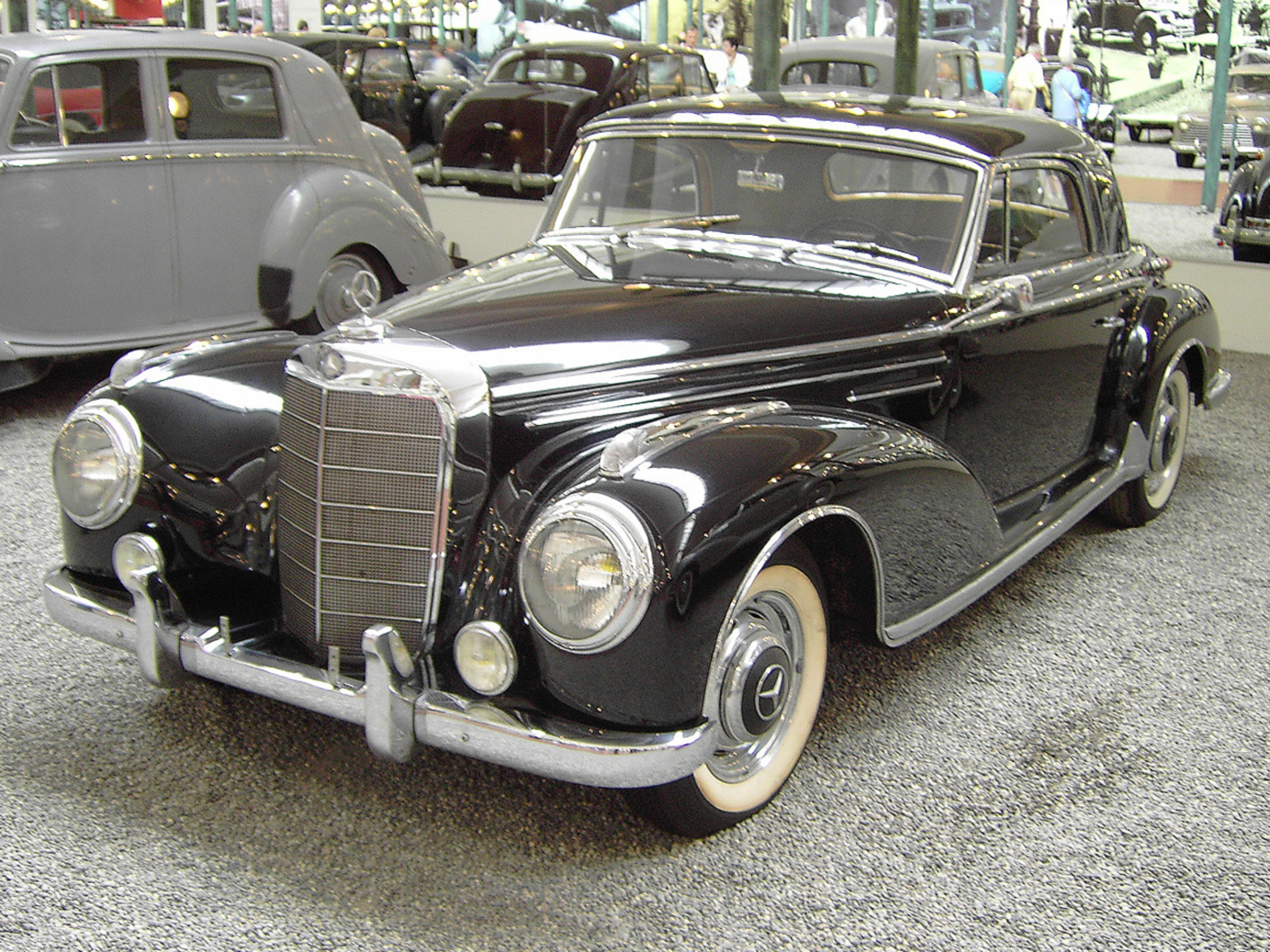
Mercedes-Benz 300 S Coupé, 1951-58
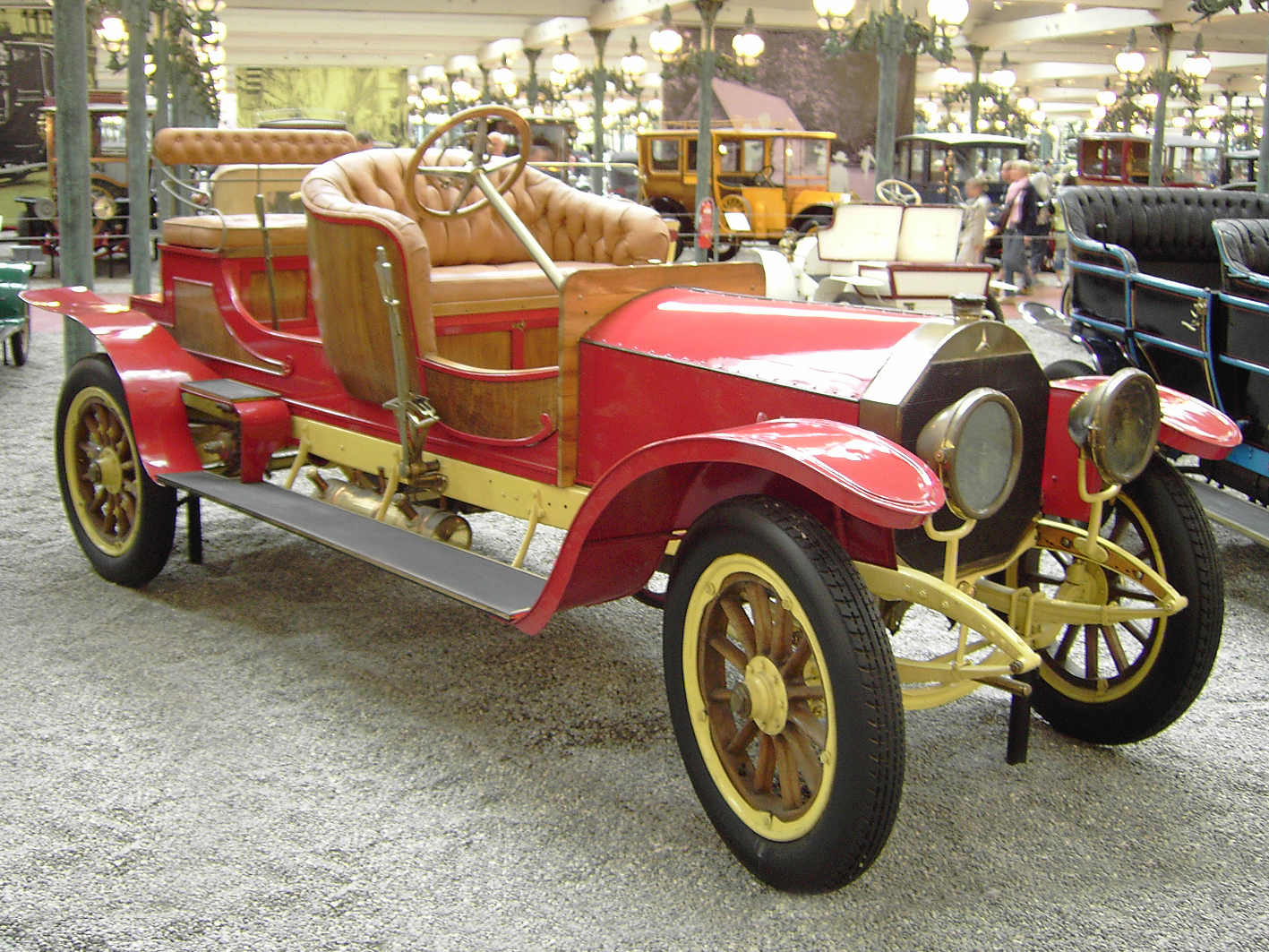
Mercedes Double Phaeton 28/50 PS, 1905
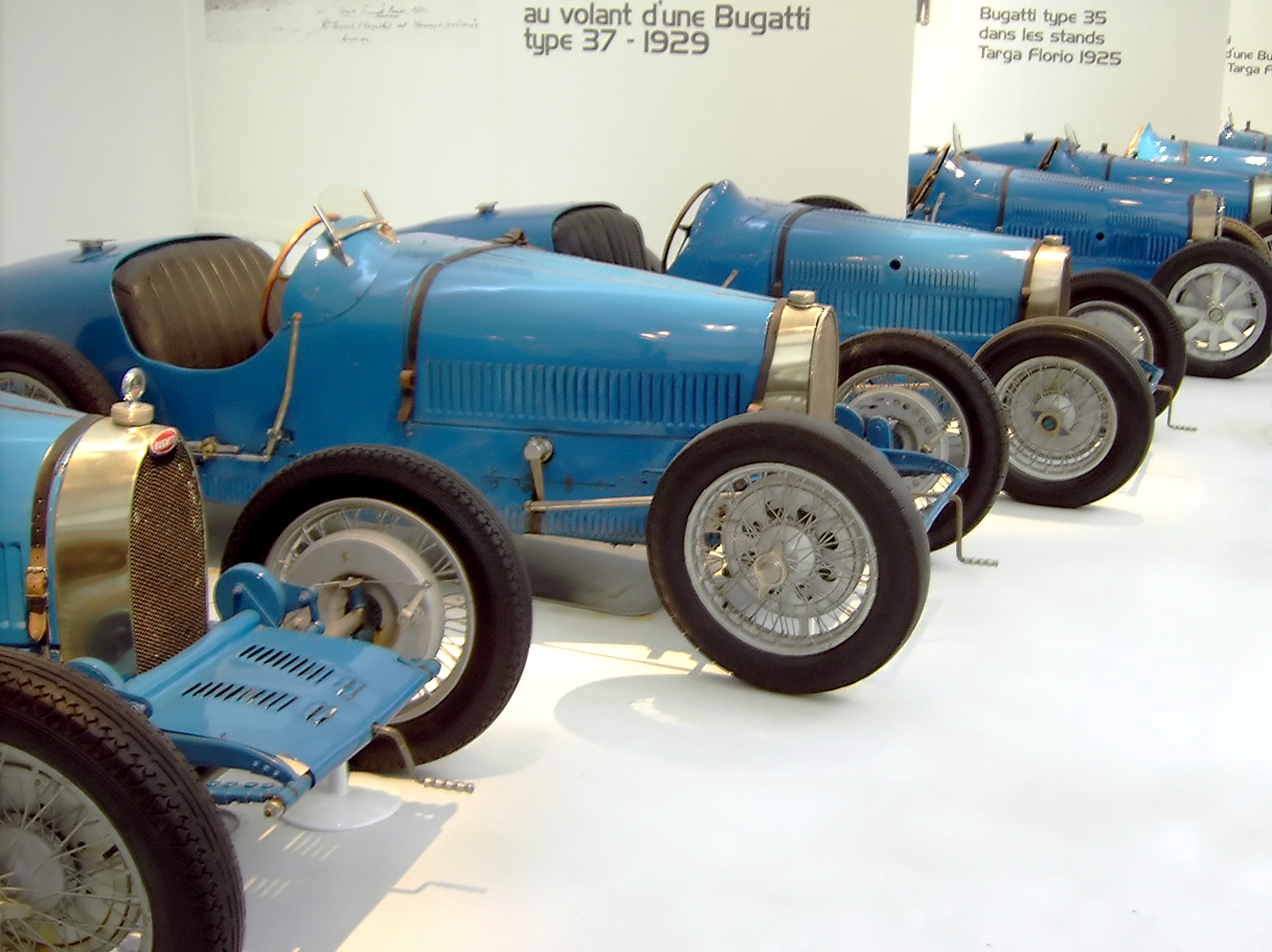
En liten del av Bugatti-samlingen (Type 37/Type 35)
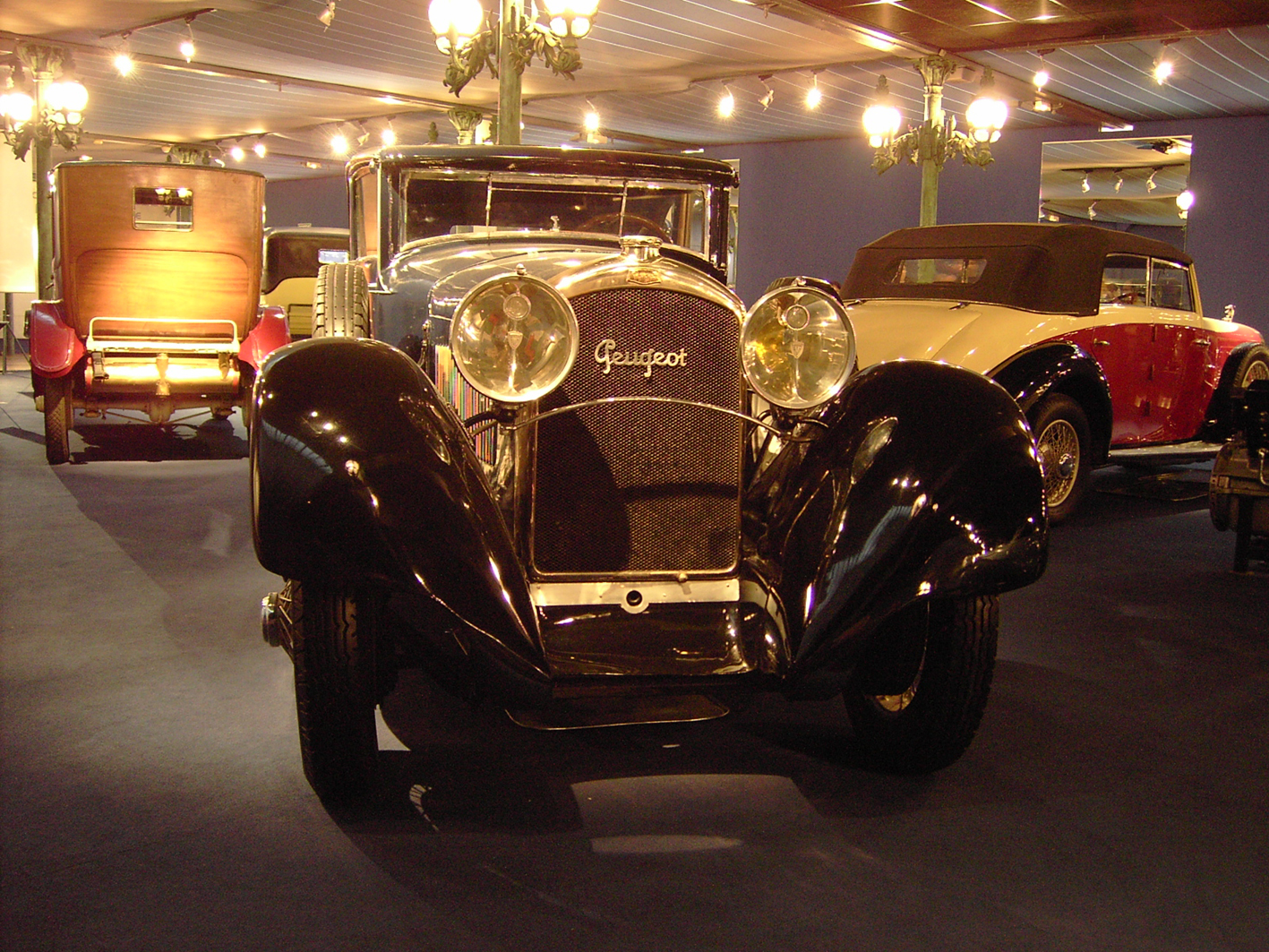
Peugeot Typ 174, 1924